# 아직은 사랑할 시간
《아직은 사랑할 시간》은 1997년 3월 9일에 방영한 KBS 드라마 스페셜이다.

## 줄거리
간호사였던 정우는 실수로 주사기에 의해 에이즈에 감염된다. 남편 인재와 상의도 하지 않은 채 여섯 달 된 아이를 지운다. 그 사실을 안 인재는 큰 충격을 받는데, 설상가상으로 정우는 이혼까지 요구한다. 그러나 인재는 정우에게 잠자리를 요구하며 같이 죽어도 좋다고 매달린다. 정우는 괴로움을 이기지 못해 자살을 기도했으나 그도 실패하자 일부러 남의 물건을 훔쳐 구속된다.

## 등장 인물

### 주요 인물
- 유호정 : 이정우 역
- 최수종 : 이인재 역
- 박혜숙 : 정우의 어머니 역

### 그 외 인물
- 이경실 : 교도관 역
- 강신조
- 심현민
- 이상훈

### 특별출연
- 나한일 : 의사 역
- 박성미 : 의사 역